# Литвинов, Фёдор Иванович (полковник)
Фёдор Иванович Литвинов (28 мая 1906, Смоленск — 27 апреля 1968, Одесса) — советский военачальник, полковник (1942).

## Начальная биография
Фёдор Иванович Литвинов родился 28 мая 1906 года в Смоленске.

## Военная служба

### Довоенное время
В августе 1923 года призван в ряды РККА и направлен на учёбу в 3-ю Западную пехотную школу в Смоленске, а затем был переведён в Объединённую белорусскую военную школу, после окончания которой с сентября 1926 года служил на должностях командира взвода и роты в 5-м стрелковом полку (2-я Белорусская стрелковая дивизия, Белорусский военный округ). В январе 1932 года направлен на учёбу на курсы «Выстрел», после окончания которых в июле того же года вернулся в полк, где служил на должностях командира и политрука роты, начальника штаба учебного батальона, а в январе 1934 года переведён в 4-й стрелковый Краснознамённый полк, где командовал учебным и 2-м стрелковым батальонами.
В сентябре 1939 года Литвинов назначен на должность командира 609-го стрелкового полка (139-я стрелковая дивизия), после чего принял участие в ходе похода РККА в Западную Белоруссию. В декабре того же года полк в составе той же дивизии был передислоцирован в Карелию, после чего в ходе советско-финской войны принимал участие в боевых действиях на петрозаводском направлении. В конце декабря майор Литвинов был ранен и после выздоровления 5 января 1940 года назначен на должность командира 367-го стрелкового полка в составе 168-й стрелковой дивизии, после чего участвовал в боях на сортавальском направлении. После окончания войны полк дислоцировался в пгт Вяртсиля (Сортавальский район, Карелия).

### Великая Отечественная война
С началом войны полк под командованием Ф. И. Литвинова в составе 71-й стрелковой дивизии вёл боевые действия в районе Сортавалы и на медвежьегорском направлении.
5 ноября 1941 года назначен на должность командира 37-й стрелковой дивизии в составе Медвежьегорской оперативной группы, однако уже 11 февраля 1942 года был от занимаемой должности и назначен заместителем командира этой же дивизии, а 28 марта — командиром 85-й морской стрелковой бригады, которая вела боевые действия на массельском направлении.
22 июня назначен на должность командира 186-й стрелковой дивизии, которая вскоре принимала участие в боевых действиях на кестеньгском направлении. 26 июня 1943 года 186-я дивизия была переименована в 205-ю, а 12 июля Литвинов направлен на учёбу на ускоренный курс Высшей военной академии имени К. Е. Ворошилова, после окончания которого 8 января 1944 года назначен на должность командира 25-й стрелковой дивизии, которая дислоцировалась в городах Онега, Молотовск и Архангельск и охраняла побережье Белого моря.

### Послевоенная карьера
После окончания войны находился на прежней должности.
В марте 1946 года назначен на должность командира 45-й стрелковой дивизии, а в июле 1947 года — на должность заместителя командира 70-й гвардейской стрелковой дивизии (Прикарпатский военный округ).
В ноябре 1952 года направлен на учёбу на курсы усовершенствования командиров стрелковых дивизий при Военной академии имени М. В. Фрунзе, после окончания которых в ноябре 1953 года назначен на должность заместителя командира 26-й гвардейской стрелковой дивизии (Одесский военный округ).
Полковник Фёдор Иванович Литвинов в декабре 1954 года вышел в запас.
Умер 27 апреля 1968 года в Одессе.

## Награды
- Орден Ленина (20.06.1949);
- Три ордена Красного Знамени (13.02.1942, 03.11.1944, 03.11.1953);
- Медали.